# Merrell
Merrell — американская компания по производству обуви. Она была основана Кларком Матисом, Рэнди Мерреллом и Джоном Швайзером в 1981 году как производитель высококачественных треккинговых ботинок. С 1997 года Merrell является дочерней компанией Wolverine World Wide. В настоящее время Merrell выпускает треккинговые ботинки, сникеры, сандалии, куртки, вязаные шапки, перчатки, футболки, толстовки с капюшоном, шорты и носки. Другие аксессуары включают рюкзаки, мешки и сумки.

## История

### 1981—1986: Происхождения

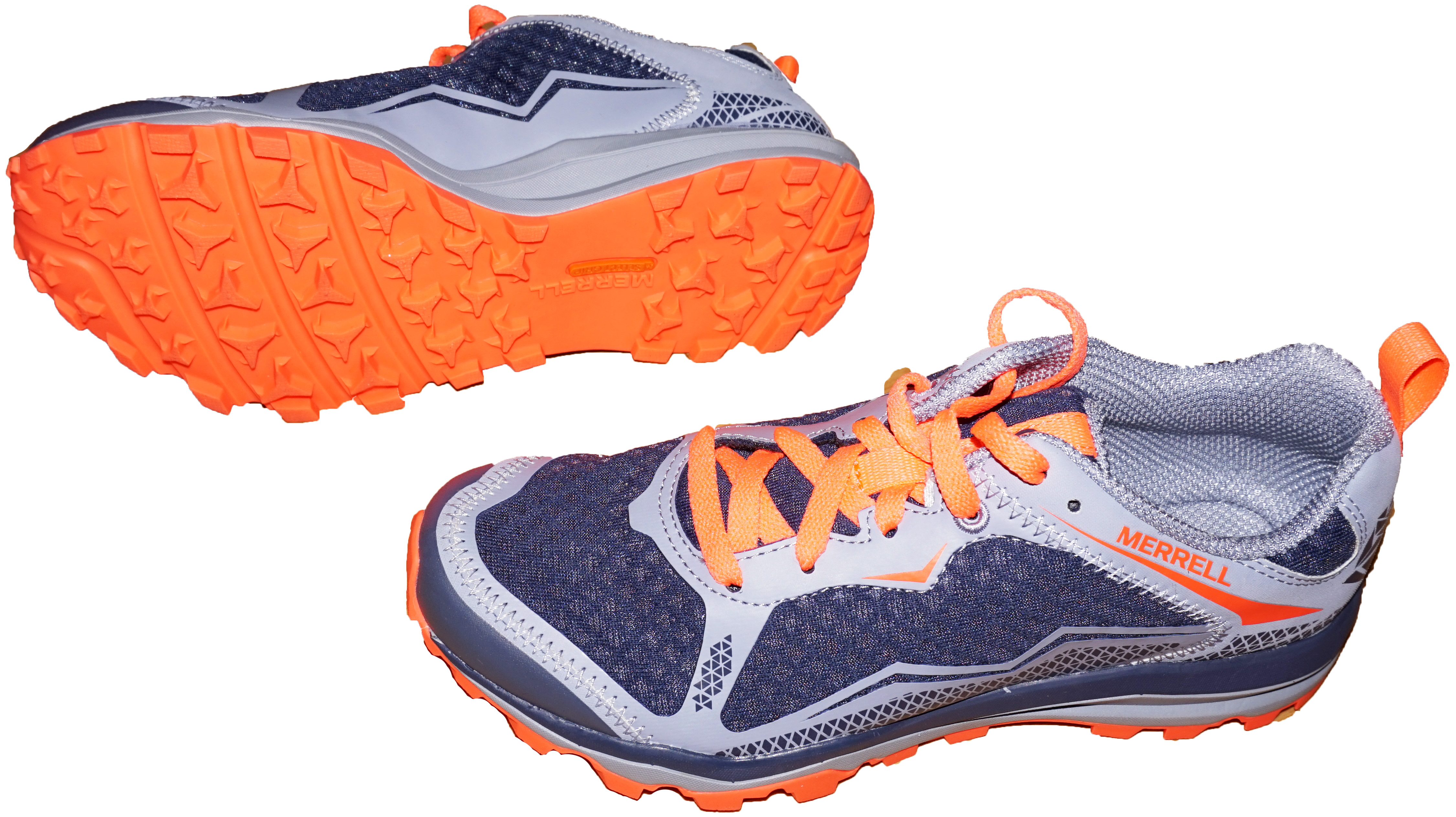
Лёгкие спортивные кроссовки Merrell All Out Crush

Компания Merrell была основана в 1981 году, когда два руководителя лыжной компании Rossignol, Кларк Матис и Джон Швейцер, запустили новую марку треккинговых ботинок. Пара объединила усилия с Рэндалом Иваном Мерреллом (R.I. Merrell), производителем обуви на заказ, которая получила высокую оценку и продавалась по цене 500 долларов за пару. Компания Matis приступила к разработке более доступной и производительной обуви, которая была разработана в 1982 году. Были разработаны планы по производству новой линии на фабриках, расположенных в Италии, которая в то время была ведущим экспортёром обуви на мировой рынок.
В 1983 году новая компания Merrell выпустила на рынок свой первый продукт, отправив его паре розничных продавцов на восточном побережье, специализирующихся на туристическом снаряжении.
В 1986 году Рэнди Меррелл решил вернуться к своей прежней жизни производителя обуви на заказ и продал свою долю в компании, носящей его имя. В том же году компания продала 25000 пар обуви.

### 1987—1992: Приобретение Karhu
В 1987 году компания Karhu приобрела компанию Merrell. Новые владельцы перенесли производство продукции Merrell в Азию, снизив розничные цены и расширив продажи. В 1988 году объём продаж продукции Merrell превысил отметку в 4 миллиона долларов.
За этим последовал период стремительного роста компании Merrell, когда в 1989 году продажи выросли на 50 % и достигли отметки в 6 миллионов долларов. К 1990 году ежегодно продавалось около 300000 пар обуви, а объём продаж за год впервые превысил отметку в 10 миллионов долларов. Компания стала глобальным предприятием с подразделениями, расположенными в Канаде, Великобритании, Скандинавии и Соединённых Штатах.
В 1992 году объём продаж компании увеличился ещё в два раза, превысив отметку в 20 миллионов долларов. К середине десятилетия продукция Merrell продавалась в 22 странах.

### 1993—2007: Приобретение Wolverine World Wide
В 1997 году Karhu продал Merrell крупной обувной корпорации Wolverine World Wide, которая производит обувь Hush Puppies и ботинки под брендом Wolverine. В год приобретения Wolverine объём продаж Merrell составил 23 миллиона долларов.
Корпорация Wolverine привнесла в свою линейку новые, более лёгкие по весу кроссовки, начав с беговых кроссовок под названием «Jungle Runner». Эта первая попытка создать лёгкую обувь не имела коммерческого успеха, но команде, возглавляемой Кларком Матисом, пришла в голову идея использовать очень «агрессивную» подошву для бега по тропе с повседневным верхом из свиной замши — материала, который ранее был усовершенствован и широко распространялся в линейке Hush Puppies.
Кульминацией работы дизайнерской группы Matis стало создание обуви, что впоследствии стало визитной карточкой бренда «Jungle Moc». Новый продукт пользовался успехом: к 2002 году общий объём поставок кроссовок Jungle Moc достиг 3,5 миллионов пар, а к 2009 году — 10 миллионов.
В 2007 году линейка Merrell была расширена и теперь включает в себя одежду и аксессуары. К 2010 году продажи продукции Merrell начались в 151 стране. Бренд приносит наибольший доход в портфолио Wolverine World Wide.

### 2008 — настоящее время
30 ноября 2022 года Merrell был признан брендом года по версии Footwear News Achievement Awards (FNAA). В третьем квартале продаж, закончившемся 1 октября 2022 года, общая выручка Merrell составила 198,6 миллиона долларов, что на 33,6% больше, чем во время пандемии COVID-19 в 2020 году.
В 2023 году компания Wired признала Merrell лучшими кроссовками для бега босиком, согласно журналу Wired. Идея минималистичных кроссовок для бега заключается в меньшей амортизации и поддержке для большего сцепления ног. Наряду с кроссовками для бега босиком, компания Merrell была названа одной из ведущих компаний по производству треккинговых ботинок. По словам сайта The Strategist, модель Merrell Moab 3 «водонепроницаема, прочна и относительно доступна по цене... это классика».

## Спонсорство и филантропия
В 2015 году компания Merrell объявила о своём партнерстве с Tough Mudder для проведения более 60 мероприятий Tough Mudder в шести странах.
В партнёрстве с Национальной ассоциацией отдыха и парков (NRPA) компания Merrell учредила премию «Изменение характера работы», которая спонсирует проекты, связанные с парками и местами отдыха.
В сентябре 2023 года компания Merrell пригласила шестерых спортсменов пробежать 3,2 мили по грунтовым пешеходным тропам горнолыжного курорта Стимбот в Колорадо, поднявшись на 2200 футов со средним уклоном в 12 процентов, пообещав спонсировать лучших мужчин и женщин, которые установят новый рекорд самого быстрого из известных результатов (FKT). Усилия Моргана Эллиота были подтверждены в качестве первоначальной мужской команды «Base to Thunderhead», а Мерседес Зигле-Гейтер и Сара Аранда стали победительницами новой женской команды.